# Дни Турбиных (фильм, 1976)
«Дни Турбины́х» — советский трёхсерийный художественный телевизионный фильм Владимира Басова по одноимённой пьесе Михаила Булгакова (авторское переложение для сцены романа «Белая гвардия»). Снят по заказу Гостелерадио СССР в 1976 году.

Ряд натурных съёмок фильма проведён в Киеве (Андреевский спуск, Владимирская горка, Мариинский дворец, Софийская площадь).

## Сюжет
Фильм повествует об интеллигенции и революции в России, о жизни семьи офицеров Турбиных во время Гражданской войны.
Киев. Зима 1918—1919 годов. Власть в городе переходит от гетмана к Директории, затем от Петлюры — к большевикам. Турбиным и их знакомым приходится делать свой выбор. Полковник Алексей Турбин и его брат юнкер Николай под присягой гетману и защищают Город от войск Петлюры. Муж их сестры Елены Владимир Тальберг позорно бежит из города с отступающими германскими войсками. Семья и трое их друзей-офицеров — Виктор Мышлаевский, Александр Студзинский и Леонид Шервинский — собираются и отмечают Новый год. В гости к ним приезжает странный и немного нелепый юноша, дальний родственник Турбиных — Ларион Суржанский (Лариосик). При захвате города петлюровцами Алексей гибнет. Остальные вынуждены остаться жить в квартире Турбиных.

## В ролях
- Андрей Мягков — Алексей Васильевич Турбин, полковник-артиллерист
- Андрей Ростоцкий — Николай Васильевич Турбин, юнкер, младший брат Алексея
- Валентина Титова — Елена Васильевна Тальберг, жена полковника Тальберга, сестра Алексея и Николая Турбиных
- Олег Басилашвили — Владимир Робертович Тальберг, полковник генштаба, муж Елены Васильевны
- Владимир Басов — Виктор Викторович Мышлаевский, штабс-капитан
- Василий Лановой — Леонид Юрьевич Шервинский, поручик, личный адъютант гетмана всея Украины Скоропадского
- Пётр Щербаков — Александр Брониславович Студзинский, капитан
- Сергей Иванов — Лариосик (Ларион Ларионович Суржанский), кузен из Житомира
- Виктор Чекмарёв — Василий Иванович Лисович, владелец сдаваемых комнат
- Маргарита Криницына — Ванда Михайловна, жена Лисовича
- Владимир Самойлов — Гетман всея Украины  Скоропадский
- Глеб Стриженов — немецкий генерал фон Шратт
- Вадим Грачёв — немецкий майор фон Дуст
- Николай Сморчков — поручик, первый офицер
- Игорь Безяев — поручик Копылов
- Михаил Селютин — поручик, третий офицер
- Фёдор Никитин — Максим, сторож Александровской гимназии
- Иван Рыжов — Фёдор, камер-лакей гетмана всея Украины Скоропадского
- Дмитрий Орловский — почтальон
- Борислав Брондуков — большевистский агитатор на митинге
- Лев Перфилов — любопытный горожанин на митинге

На роль Шервинского пробовался также Олег Борисов, а на роль Лариосика — Михаил Кононов.

## Съёмочная группа
- Автор сценария — Владимир Басов
- Режиссёр-постановщик — Владимир Басов
- Второй режиссёр — Николай Досталь
- Главные операторы:
  - Леонид Крайненков
  - Илья Миньковецкий
- Главный художник — Алексей Пархоменко
- Костюмы — Ольга Кручинина
- Композитор — Вениамин Баснер
- Текст песен — Михаил Матусовский
- Монтаж — Людмила Бадорина
- Директор картины — Дмитрий Залбштейн

## Песни в фильме
1. Здравствуйте, дачники! (Песенка юнкеров)
2. «Скажи мне, кудесник, любимец богов...» (Песнь о вещем Олеге, А.С. Пушкина)
3. Романс («Целую ночь соловей нам насвистывал…»)
4. Бронепоезд «Пролетарий»
5. О, пощади!
Также звучат арии из опер Антона Рубинштейна: романс Демона («Демон») и эпиталама Гименею («Нерон»).
Песни, которые исполнял герой Василия Ланового (Шервинский), были записаны Павлом Кравецким.